# Edith Sommer
Edith Sommer ist das Pseudonym, unter dem die österreichische Schriftstellerin Edith Mrázek (* 28. Jänner 1927 in Wien als Edith Schwab) publiziert.

## Leben
Edith Schwab studierte Germanistik und Philologie an der Universität Wien und promovierte 1950 zum Dr. phil. Von 1951 bis 1954 arbeitete sie als Dolmetscherin und war Leiterin der Kinder- und Jugendbibliothek in Innsbruck. Danach war sie als Jugendbetreuerin im Bundesministerium für Unterricht und Kunst in Wien tätig. Danach arbeitete sie ab 1955 als Bibliothekarin im Heeresgeschichtlichen Museum und ab 1958 als Bibliothekarin in der Österreichischen Nationalbibliothek.
Sie heiratete 1966 Dr. Viktor Mrázek, trat aus dem Staatsdienst aus und bekam ein Kind. Von 1967 bis zum Tod ihres Mannes 1989 arbeitete sie als Arzthelferin in dessen Praxis.
Sie schrieb seit ihrer Jugend hauptsächlich Lyrik. Sie veröffentlicht unter dem Pseudonym Edith Sommer Lyrik, Prosa und Hörspiele. Ihre Gegnerschaft zum Nationalsozialismus und ihre pazifistische und humane Lebenseinstellung zeigt sich in ihren Schriften.

## Auszeichnungen
- 1951, 1953, 1954 Lyrikpreis der Jugendkulturwochen in Innsbruck
- 1955 Anerkennungspreis für radiophone Werke der 6. Jugendkulturwoche
- 1995 Goldenes Verdienstzeichen der Republik Österreich

## Publikationen
Mrázek verfasste diverse Sachbücher und Hörspiele im ORF, schrieb Texte für Kantaten und Liederzyklen, veröffentlichte in Anthologien und Zeitschriften, verfasste Buchrezensionen. Sie war Herausgeberin von Anthologien und Initiatorin von literarischen Veranstaltungen sowie Mitglied in mehreren Schriftstellerverbänden.
- Immer noch Hoffnung. Gedichte, ILV, Wien 1983.
- Ein Sommer ohne Wiederkehr. Roman, Herder, Wien 1985, ISBN 978-3-210-24811-0
- Erdefunkstelle bitte melden! Eine phantastische Reise. Jugendbuch, Herder, Wien 1988, ISBN 3-210-24911-3
- Grasnarben unter deinem Fuß. Lyrik, Weilburg Verlag, Wiener Neustadt 1988, ISBN 978-3-900100-58-2
- In meinem Traum fliege ich. Haiku – Senryu – Tanka. Kreis der Freunde um Peter Coryllis, Schriftenreihe Die Lyrik lebt Folge 15, Walchum 1991, ISBN 3-88319-127-2
- Paris ist eine Reise wert. Opernlibretto, 1991.
- Schritte im Sand. Landschaftsgedichte. Lyrik, merbod Verlag, Wiener Neustadt 1993, ISBN 3-900844-23-2
- Dennoch bricht ein Zweig. Haiku, St. Georgs Presse, St. Georgen 1994.
- Ich bin ein Kind aus Österreich. Erzählungen, Österreichisches Literaturforum, Krems 1996.
- Standpunkte-Standpoints. Lyrik, Österreichisches Literaturforum, Krems 1999, ISBN 978-3-900959-95-1
- barfuss über das stoppelfeld. Gedichte, edition eigensinn, Mainaschaff 1999, ISBN 978-3-930684-40-3
- wind weht-wolken ziehn. Haiku, edition eigensinn, Mainaschaff 2000, ISBN 978-3-930684-45-8